# Guillermo III de Henao

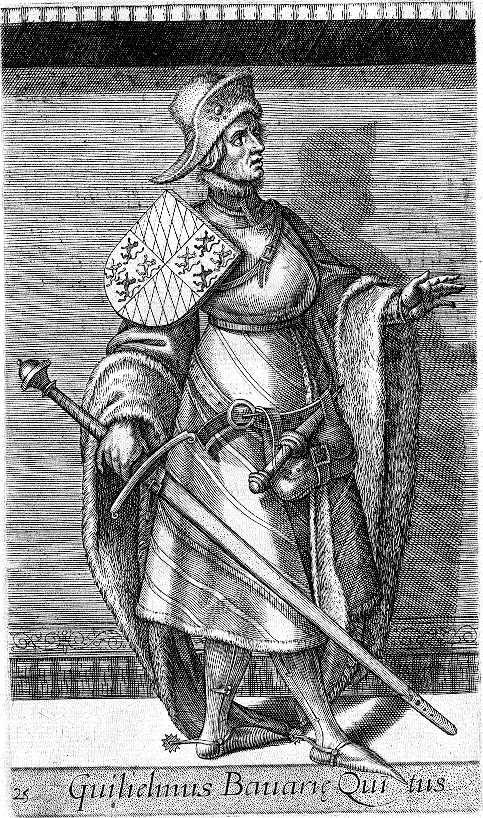
Guillermo III de Henao en un grabado del

Guillermo de Wittelsbach, o de Henao, llamado  el Insensato (nacido en Fráncfort en 1330, muerto en Le Quesnoy el 15 de marzo de 1389), fue duque de Baviera-Straubing (Guillermo I) desde 1347 a 1388, Conde de Holanda, de Zelanda (Guillermo V) desde 1354 a 1388 y de Henao (Guillermo III) desde 1356 a 1388.  Era hijo del emperador Luis IV de Baviera y de Margarita II de Henao, condesa de Henao, de Holanda y  de Zelanda.

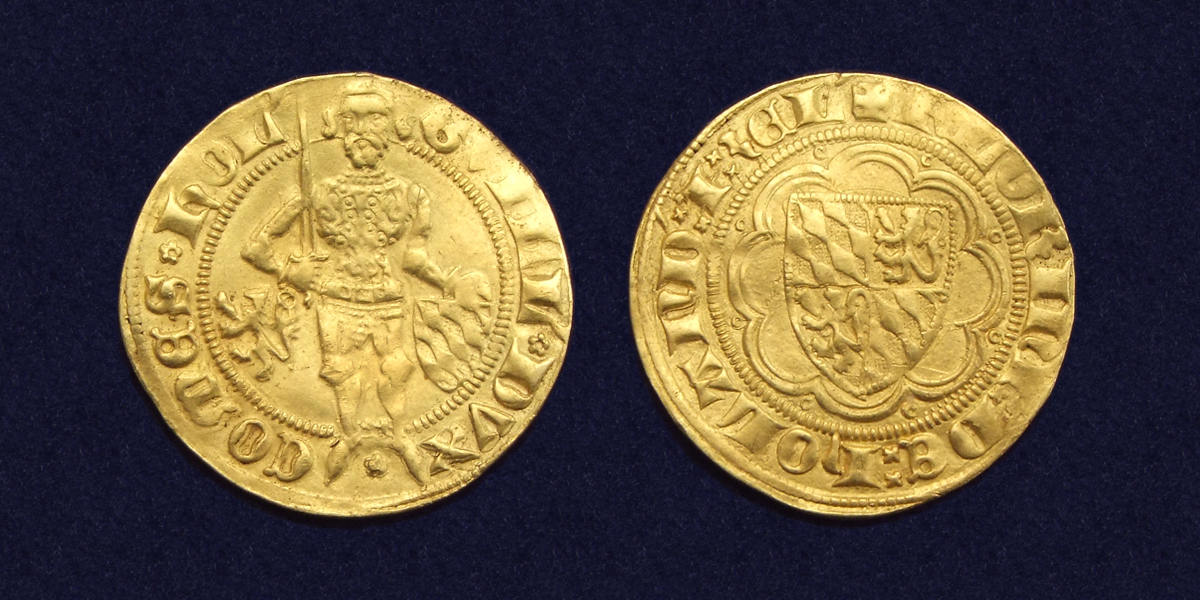
Moneda de oro de Guillermo V de Holanda.

Su madre, la emperatriz Margarita, había heredado los condados de Henao,  Holanda y Zelanda en 1345 a la muerte de su hermano mayor Guillermo II de Henao. Pero Guillermo reivindicó el gobierno de Holanda y mantuvo con su madre una guerra civil que terminó con la renuncia definitiva de Margarita a favor de su hijo mediante un acuerdo concluido el 7 de diciembre de 1354.
Margarita murió en Valenciennes, donde residía, el 30 de septiembre de 1355. dejándole en herencia Henao.
Guillermo le sucedió, siendo instalado en Mons (26 de febrero de 1357) y en Valenciennes según el ceremonial y protocolo de costumbre.  Tomó inmediatamente medidas para garantizar la seguridad del condado. Impuso a los ciudadanos de Mons, a los lombardos y a los judíos la obligación de permanecer constantemente armados. Esta obligación fue el origen de las « milicias ciudadanas » que mantuvieron el orden, la seguridad y la defensa constante de las ciudades y de los condes de Henao.

## Guerra con el obispo de Utrecht
La tregua con el obispo de Utrecht, Juan de Arkel, había finalizado en 1350. Guillermo trabó alianzas con varios nobles vasallos del obispo que estaban descontentos con él.  El conde de Holanda declaró la guerra al obispo en noviembre de 1355 y en poco tiempo arrasó la diócesis.
Al año siguiente, el obispo consiguió formar un nuevo ejército enrolando a mercenarios extranjeros. Asedió las ciudades de Muyden y Weesp, y, tomándolas en solo cuatro días, las redujo a cenizas. Por su parte, Guillermo arrasó el castillo de Nieveld. En ese momento, Zweder de Montfoort, que hasta entonces había sido partidario del obispo, se declaró a favor del conde.
El obispo, viéndose abandonado por sus vasallos, solicitó la paz que fue acordada.

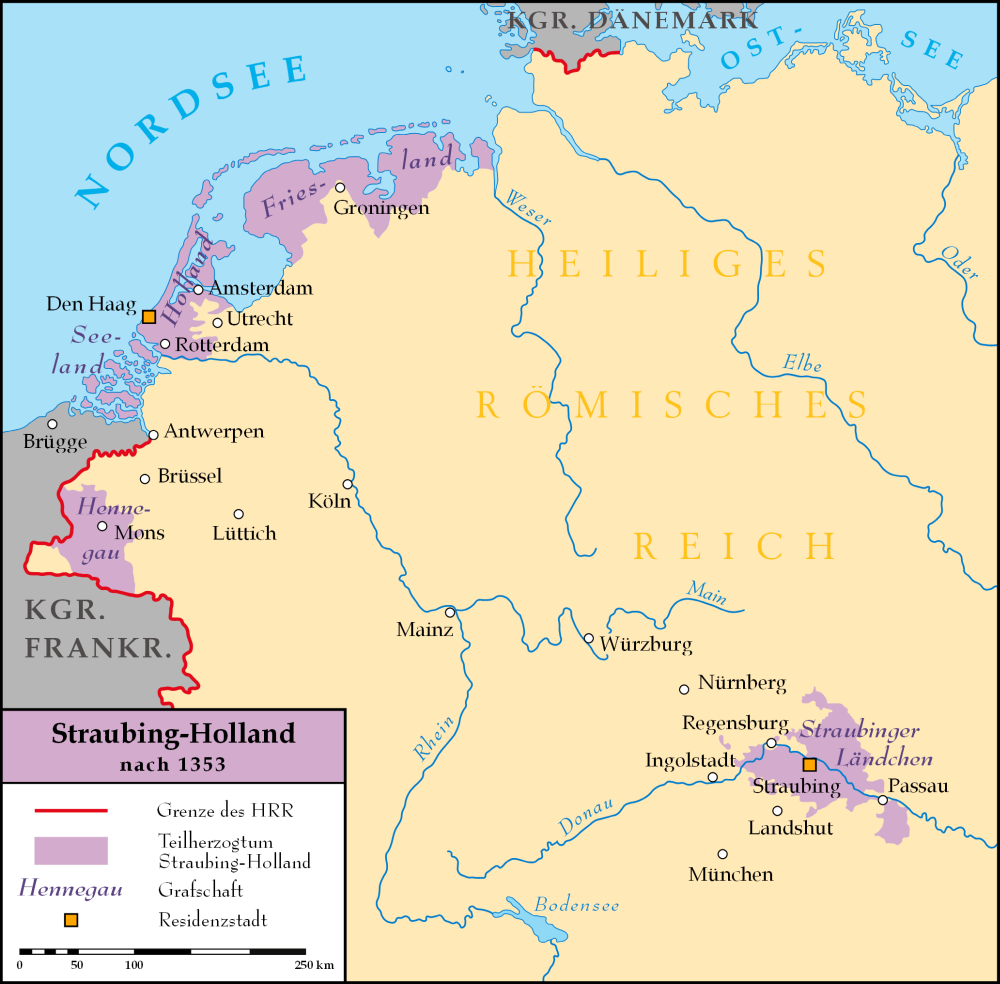
Los estados de Guillermo I de Baviera

## La disputa con Brabante
El duque de Baviera se vio envuelto, el año siguiente,  en una disputa que había surgido entre Wenceslao, duque de Brabante y de Luxemburgo,  y Luis, Conde de Flandes. Wenceslao se había casado con Juana, hija Juan III, duque de Brabante, viuda de Guillermo IV, conde de Holanda. Margarita, hermana de Juana, casada con Luis de Flandes, solicitó su dote que no le había sido pagada. Wenceslao no se prestó a satisfacerla, por lo que Luis entró en sus tierras y se apoderó de varias plazas. El duque de Brabante solicitó el apoyo de Guillermo, cediéndolo a cambio el señorío de Heusden. Guillermo V aprovechó la ocasión que Wenceslao tenía de su apoyo para hacerle desistir de sus pretensiones.
Su sentencia arbitral, datada en Ath, el 3 de julio de 1357, puso fin a la disputa entre ambos bandos.

## Síntomas de su locura
Acabado este asunto, Guillermo marchó a Inglaterra para allanar algunas dificultades que subsistían desde la época en la que su madre Margarita había cedido a Eduardo de Inglaterra el gobierno de Holanda y Zelanda cuando aquella le solicitó ayuda.  El rey de Inglaterra había ya reconocido a Guillermo como heredero legítimo de estos condados.
A la vuelta de Londres, Guillermo V no tardó en dar muestras de una progresiva locura.  Se atribuyó por algunos la causa de su mal a los remordimientos por la guerra que le enfrentó a su madre. Otros afirmaron que era porque había sido envenenado en Inglaterra. Lo cierto es que  él era de naturaleza atribulada y melancólica.  Antes de su marcha a Londres había ya dado muestras de estado mental al haber quemado vivo a uno de sus secretarios por una irreverencia bastante ligera.
También mató por su propia mano a Gerardo de Wateringen, que no le había causado ningún motivo de queja. 
Al aumentar su mal se le encerró en el castillo de Le Quesnoy donde residió casi treinta años.  Parece que tuvo intervalos de lucidez.

## Alberto I regente de Holanda
Al poco tiempo de su encierro, los "Hoeks" (antiguos partidarios de su madre Margarita) se declararon a favor de su hermano Alberto, que había de sucederle sin fallecía sin descendencia, como tutor de Guillermo V. Por el contrario, los "Kabelljauws" (partidarios de Guillermo) se decantaron por conferir dicha tutela a su esposa Matilde de Lancaster; pero ello suponía reconocer la soberanía de una princesa extranjera. 
El 23 de febrero de 1358, Alberto fue reconocido unánimemente como "Ruwaard", o Protector de Holanda a condición de que gobernara según las leyes del país y conjuntamente con la nobleza y el Consejo de las ciudades.
Guillermo V murió en el castillo de Le Quesnoy el 15 de marzo de 1389.

## Matrimonio y descendencia
Se casó en 1352  con Matilde, condesa de Leicester, nacida en 1335, hija de Enrique de Grosmont, conde de Lancaster, y de Isabel de Beaumont, fallecida en 1362 en oscuras circunstancias (las fuentes inglesas pretenden que fue envenenada). Tuvieron una hija, nacida en 1356 que murió joven.